# فلاديمير بادرينو لوبيز
فلاديمير بادرينو لوبيز (بالإسبانية: Vladimir Padrino López) (30 مايو 1963 في كاراكاس - )؛ عسكري فنزويلي، يشغل منصب وزير الدفاع الفنزويلي منذ العام 2014.